# Montireau
Montireau ist eine französische Gemeinde mit 136 Einwohnern (Stand: 1. Januar 2022) im Département Eure-et-Loir in der Region Centre-Val de Loire; sie gehört zum Arrondissement Nogent-le-Rotrou und zum Kanton Nogent-le-Rotrou.

## Geographie
Montireau liegt etwa 38 Kilometer westsüdwestlich von Chartres. Umgeben wird Montireau von den Nachbargemeinden Saint-Éliph im Norden, Champrond-en-Gâtine im Osten und Südosten, Montlandon im Süden sowie Saint-Victor-de-Buthon im Westen.

## Bevölkerungsentwicklung
| Jahr                       | 1962 | 1968 | 1975 | 1982 | 1990 | 1999 | 2006 | 2020 |
| Einwohner                  | 117  | 128  | 109  | 110  | 138  | 106  | 115  | 138  |
| Quellen: Cassini und INSEE |      |      |      |      |      |      |      |      |

## Sehenswürdigkeiten
- Kirche Saint-Barthélemy aus dem 16. Jahrhundert, seit 1980 Monument historique
- altes und „neues“ Schloss Montireau

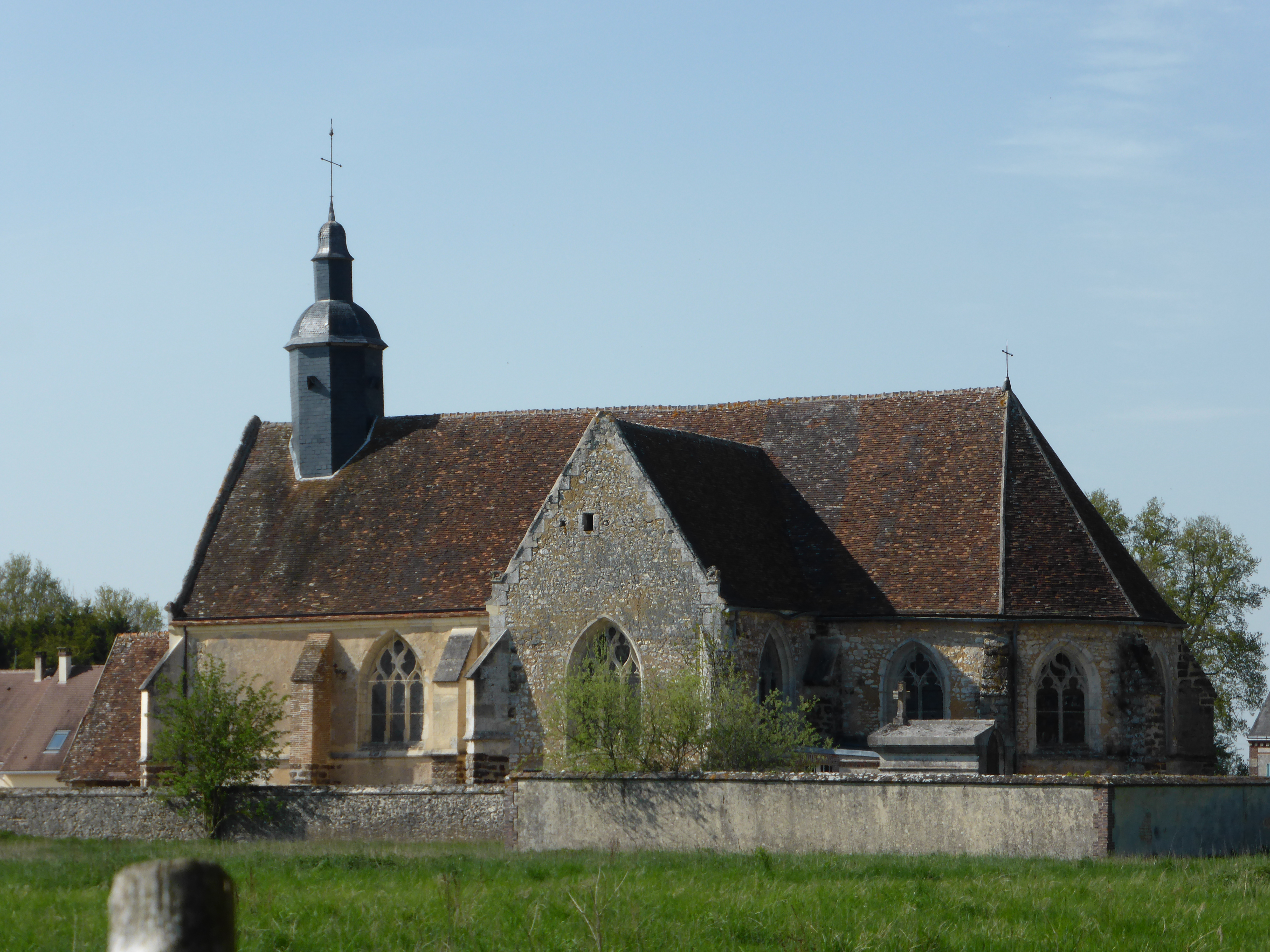
Kirche Saint-Barthélemy
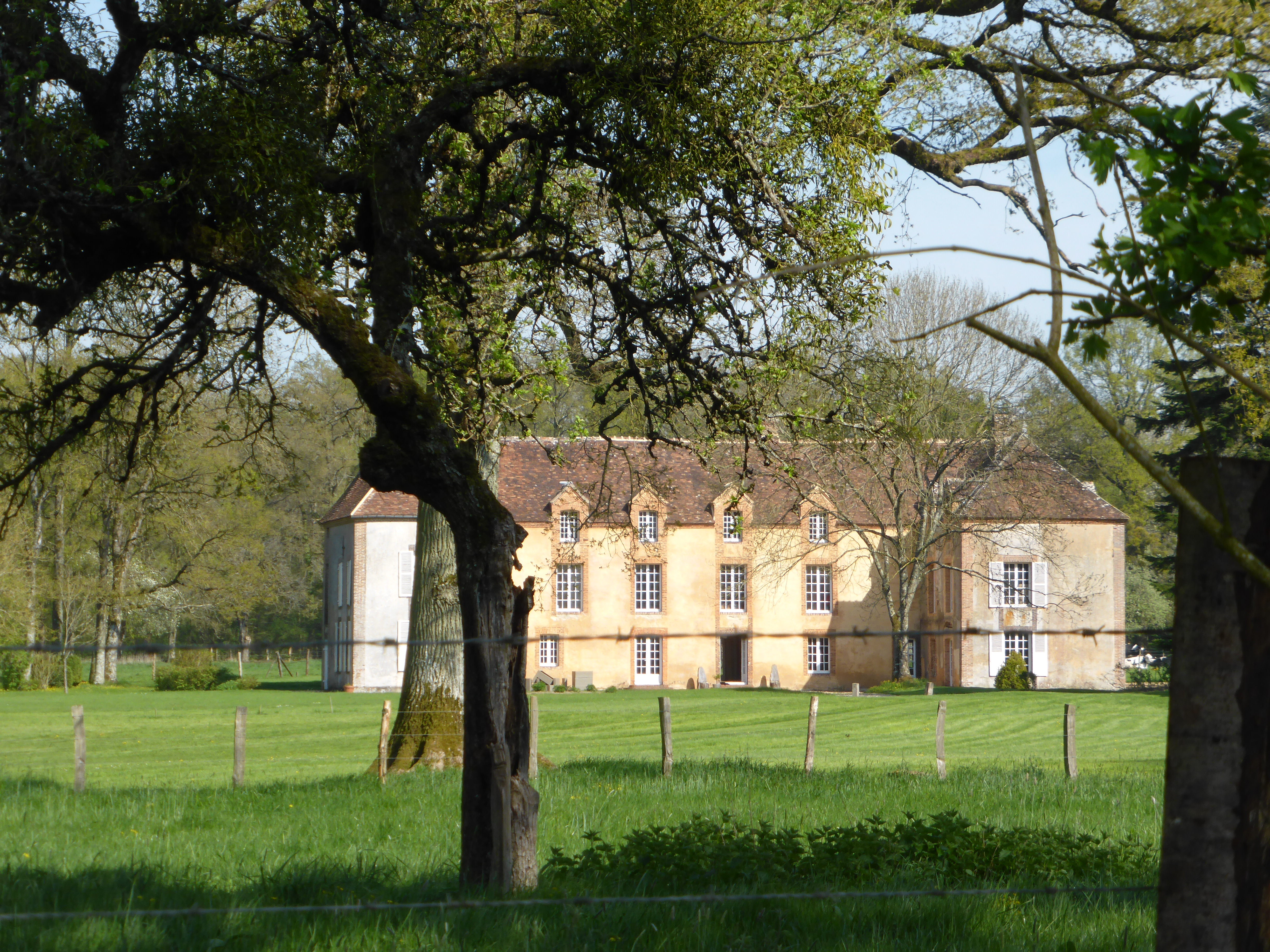
Schloss Montireau
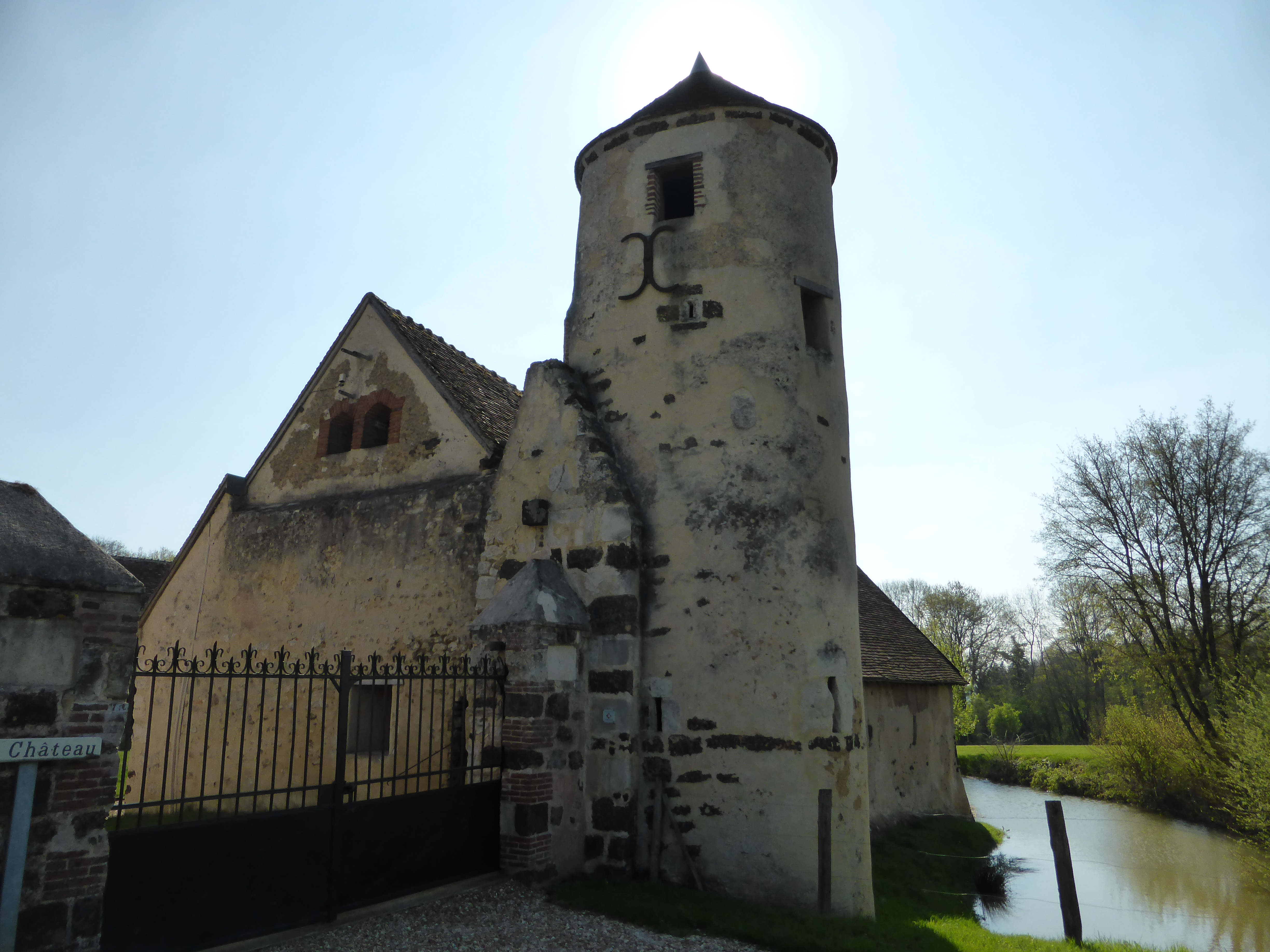
Altes Schloss